# Dendroseris lacerata
Dendroseris lacerata là một loài thực vật có hoa trong họ Cúc. Loài này được Hemsl. mô tả khoa học đầu tiên năm 1884.